# كرة القدم في الجزائر
كرة القدم في الجزائر هي الرياضة الأكثر شعبية في البلاد. أعلى مستوى لدوري كرة القدم في الجزائر يتمثل في القسم المحترف الأول والقسم المحترف الثاني اللذين يشرف عليهما الاتحاد الجزائري لكرة القدم.

## تاريخ كرة القدم في الجزائر

### تأسيس أول النوادي
في 5 فبراير 1894، إبان الإحتلال الفرنسي للجزائر، تأسس أول نادٍ رياضي جزائري في وهران بحي سانت أنطوان تحت اسم نادي أفراح وهران «Club des Joyeusetés d'Oran» شكله المستوطنون الأوروبيون بينما تأسس وفي نفس المدينة بحي الدرب أول نادي لكرة القدم سنة 1897، تحت اسم نادي رياضي حرية وهران (Club Athlétique Liberté d'Oran)، من طرف كذلك المستوطنون الأوروبيون. كانت هذه هي الأندية الأولى في البلاد وسائر المغرب العربي. تبعتها أندية أخرى في وقت لاحق في مدن مختلفة بما فيها وهران.

### إنطلاق أول بطولات محلية

#### بطولة شمال إفريقيا الأولى (1904-1914)
هي أول بطولة رسمية في الجزائر، إنطلقت عام 1904 و أصبحت تحت رعاية اتحاد الجمعيات الفرنسية للرياضة والرياضيين سنة 1910. و كانت البطولة موحدة تضم أبطال بطولة اللجان الجهوية والتي كانت منقسمة إلى ثلاث مناطق : الغرب (القطاع الوهراني) ، الوسط (القطاع الجزائري العاصمي) و الشرق (القطاع القسنطيني). و انظمت بعد ذلك تونس سنة 1910 ، و تبعتها مناطق جهوية في المغرب بعد ذلك.
و كانت من بين الأندية البطلة، نادي رياضي وهران، نادي البليدة لكرة القدم، غالية الجزائر العاصمة ونادي رياضي بلعباس. و توقفت البطولة عام 1914 مع اندلاع الحرب العالمية الأولى لتحل مكانها الرابطة الجهوية المنقسمة إلى المناطق المذكورة عام 1920.

#### البطولة الجهوية (1919-1962)
بعد توقف بطولة شمال إفريقيا الأولى (1904-1914) بسبب اندلاع الحرب العالمية الأولى، عادت المنافسة من جديد بعد نهاية الحرب سنة 1919 تحت تنظيم جديد وتحت رعاية الفيدرالية الفرنسية لكرة القدم التي تأسست في نفس السنة.
و كانت البطولة مقسمة إلى ثلاثة مناطق ظمت منطقة وهران (الغرب) ، منطقة الجزائر العاصمة (الوسط) و منطقة قسنطينة (الشرق) إلى جانب مناطق سلطنة المغربية و منطقة تونس و كانت تشارك فيها كل النوادي الأوروبية الاستطانية والإسلامية المغاربية.
و كانت نهاية هذه البطولة مع استقلال الدول المغاربية حيث توقفت بطولات المغرب بمناطقها ثلات وبطولة تونس عام 1956 بينما توقفت بطولات الجزائر بمناطقها الثلاث عام 1962.

### إنطلاق أول بطولات إقليمية

#### بطولة شمال إفريقيا (1920-1956)

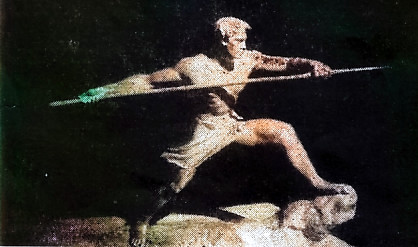
كأس لويس ريفي لبطولة شمال إفريقيا

هي أول بطولة إقليمية في قارة أفريقيا ، إنطلقت سنة 1920 تحت تنظيم اتحاد رابطات شمال أفريقيا لكرة القدم، برعاية الفيديرالية الفرنسية لكرة القدم. و كانت البطولة تظم خيرة النوادي التي تنشط في الرابطات الخمسة لشمال إفريقيا (منطقة وهران، منطقة الجزائر العاصمة ، منطقة قسنطينة) ورابطة دولة المغرب و رابطة تونس. و توقفت البطولة سنة 1956 بعد استقلال كل من المغرب وتونس وتأسيس رابطات كرة قدم خاص بهم لتحل مكانها بطولة الجزائر الفرنسية في الجزائر. حتى 1962 العام الذي استقلت فيه الجزائر.
ومن أبرز النوادي، نادي رياضي بلعباس، غالية الجزائر، نادي البليدة، راسينغ الجزائر، جمعية سانت أوجين، بهجات وهران، غالية وهران، بحرية وهران، شبيبة بون، نادي سريع مسلمي سوق اهراس، ترجي قالمة واتحاد وهران (الجزائر) ، الاتحاد المغربي البيضاوي و الوداد البيضاوي (المغرب)، نادي حمام الأنف (تونس).

#### كأس شمال إفريقيا (1930-1956)
هي ثاني بطولة إقليمية في قارة أفريقيا بعد بطولة شمال أفريقيا ، انطلقت سنة 1930 تحت تنظيم اتحاد رابطات شمال أفريقيا لكرة القدم ، برعاية الفيديرالية الفرنسية لكرة القدم، وكانت البطولة مثل البطولة الإقليمية الأخرى تظم خيرة النوادي التي تنشط في الرابطات لشمال أفريقيا (منطقة وهران ، منطقة الجزائر العاصمة ، منطقة قسنطينة ، و رابطات جهات في المغرب ورابطة تونس) و توقفت البطولة سنة 1956 بعد استقلال كل من المغرب وتونس.
و من النوادي التي برزت في هذه البطولة هي بهجات وهران، نادي رياضي بلعباس، راسينغ الجزائر، جمعية سانت أوجين، نادي البليدة، اتحاد تموشنت واتحاد وهران (الجزائر) ، الاتحاد المغربي البيضاوي، أتليتيك مراكش، الوداد البيضاوي، إيزو البيضاوي وأتليتيك البيضاوي (المغرب) ، نادي إيطاليا التونسي (تونس).

### بطولة الجزائر الأولى (1957-1962)
في عام 1956، بعد استقلال المغرب وتونس و حل بطولة وكأس شمال أفريقيا ، تم إنشاء بطولة جزائرية من طرف الفيديرالية الفرنسية لكرة القدم. وكان الهدف هو جمع في دوري واحد كل أندية كرة القدم الجزائرية، وضمها تدريجيا في كرة القدم الفرنسية. لكن البطولة توقفت سنة 1962 منذ استقلال الجزائر وكانت بالتالي آخر بطولة جزائرية في عهد الاستعمار الفرنسي.
من أبرز النوادي في هذه البطولة هي غالية الجزائر ، نادي رياضي بلعباس، جمعية سانت أوجين، أولمبيك حسين داي ونادي رياضي حرية وهران.

## كرة القدم في الجزائر المستقلة
بعد الاستقلال في 1962، انطلقت منافسات البطولة والكأس، وتأسس الاتحاد الجزائري لكرة القدم في 1963 لتنظيم نشاط كرة القدم في البلاد.

## الفرق الوطنية

### المنتخبات
- منتخب الجزائر (الأول)
- منتخب الجزائر للمحليين
- منتخب الجزائر الأولمبي
- منتخب الجزائر للشباب
- منتخب الجزائر للناشئين
- منتخب الجزائر للسيدات

### فريق جبهة التحرير لكرة القدم
فريق جبهة التحرير الوطني لكرة القدم (والمعروف أيضا بالفرنسية Onze de l’indépendance) هو فريق كرة قدم أنشأته جبهة التحرير الوطنيالجزائرية في الوقت الذي كانت تقود نضال الجزائريين من أجل استقلال بلادهم عن فرنسا. تأسس الفريق بتاريخ 13 أبريل سنة 1958، وكان الهدف الرئيسي من وراء تأسيسه رفع الروح المعنوية في صفوف الجزائريين المناهضين للاحتلال الفرنسي. كما عبرت مشاركة لاعبي كرة القدم الجزائريين عن اهتمامهم بقضية بلادهم كباقي الجزائريين، أمام الشعب الفرنسي.
شكل فريق كرة القدم بذلك سفيرا للقضية الجزائرية لنشرها عالميا وتعزيز الدعم الدولي لها. اختار لاعبو الفريق، الذي تشكل في 13 أبريل/نيسان 1958، النضال والتعريف بالقضية الجزائرية من خلال مباريات كرة القدم خاضوها حول العالم. لعب الفريق خلال الثورة الجزائرية (1958-1962) حوالي 80 مباراة فيأوروبا الشرقية وآسيا وأفريقيا، وكانت ناجحة جدا رياضيا.
تألف الفريق من لاعبين كانوا منتمين لفرق فرنسية محترفة تتنافس في الدوري الفرنسي الدرجة الأولى وبعض الفرق من شمال أفريقيا. تمكنت فرنسا بسهولة فائقة من كبح الاعتراف الدولي بهذا الفريق الجديد من خلال منظمة الفيفا، وحالت دون هذا الأمر لسنوات طويلة، لكن على الرغم من ذلك استمرّ الفريق يلعب مبارياته أمام فرق عالمية وإقليمية.
بعد أن حصلت الجزائر على استقلالها، عمل لاعبو فريق جبهة التحرير كمدربين ولاعبين ومسؤولين في اتحاد كرة القدم الجزائري الذي تأسس في عام 1963، بينما عادت أقلية منهم إلى الدوري المحترف الفرنسي. بسبب هذه الاستمرارية، يعتبر كل الجزائريين «فريق جبهة التحرير الوطني» السلف التاريخي لمنتخب الجزائر لكرة القدم الملقب «الخضر».

### المنتخب الوطني
منتخب الجزائر لكرة القدم يلقب بـالأفناك أو ثعالب الصحراء، كما يُلقب المنتخب أيضا بـمحاربو الصحراء أو الخُضْر وهو منتخب تابع للإتحادية الجزائرية لكرة القدم. تأسس يوم 13 أبريل سنة 1958 إبان الاحتلال الفرنسي للجزائر أي أربع سنوات قبل أستقلال الجزائر سنة 1962، أنضم إلى الفيفا سنة 1962 وإلىالإتحاد الأفريقى لكرة القدم في سنة 1964.
شارك المنتخب الجزائري في كأس العالم لكرة القدم اربع مرات 1982، 1986، 2010 و2014، كما شارك 16 مرة في كأس الأمم الإفريقية فاز بنسخة 1990التي أستاضفها على أرضه، وصل للدور النهائي سنة 1980، المركز الثالث مرتين 1984 و1988، والمركز الرابع مرتين 1982 و2010.

### المنافسات الكروية
- كأس الجزائر
- كأس السوبر الجزائري

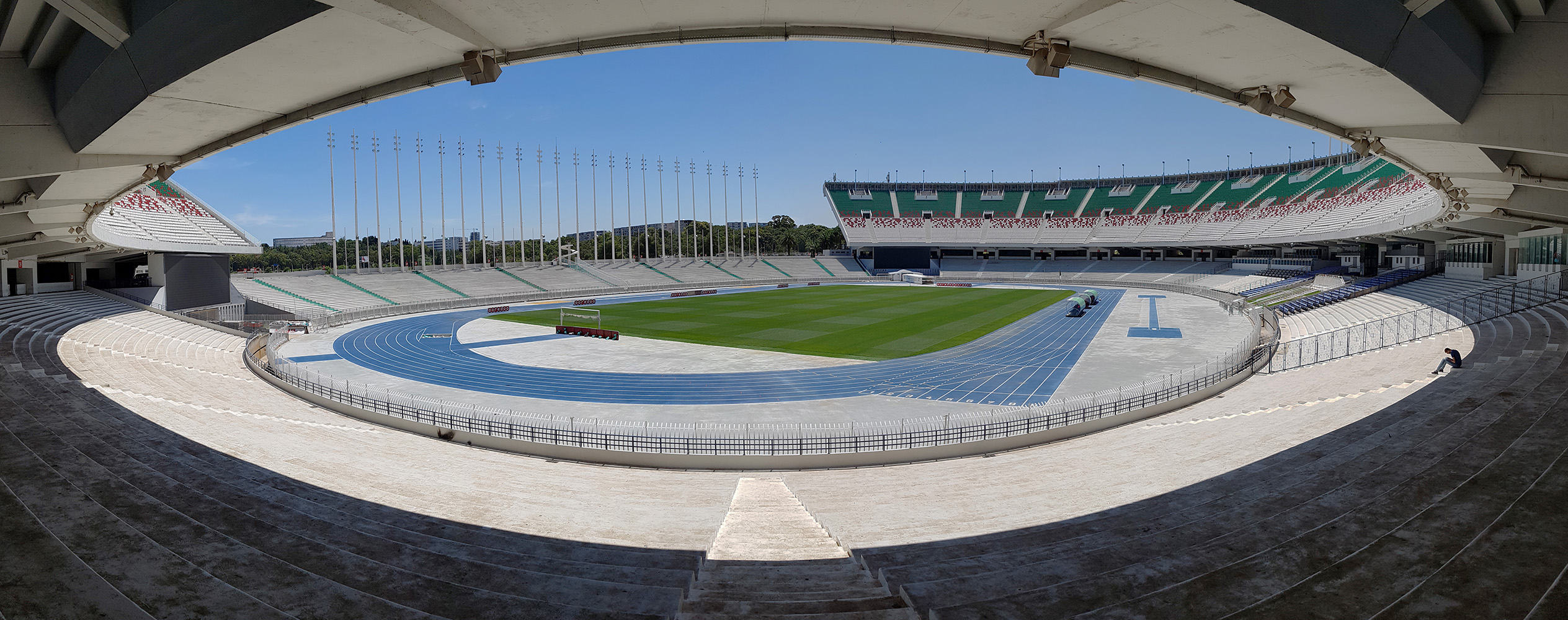
ملعب 5 جويلية

- الرابطة الجزائرية المحترفة الثانية
- الرابطة الوطنية لكرة القدم هواة (القسم الثالث)
- بطولة ما بين الجهات (القسم الرابع)
- الرابطة الجهوية الأولى لكرة القدم

## وصلات خارجية
- (بالعربية)/(بالفرنسية) Official website
- Algeria at the FIFA website.
- Algeria at CAFOnline